# Craterocephalus laisapi
Craterocephalus laisapi ist eine Süßwasserfischart aus der Familie der Altweltlichen Ährenfische (Atherinidae), die im osttimoresischen Fluss Irasiquero endemisch vorkommt. Es ist die einzige Art der Gattung Hartköpfchen (Craterocephalus) außerhalb Australiens und des Südens von Neuguinea.

## Merkmale
Craterocephalus laisapi erreicht eine Länge von 3,9 (Weibchen) bis 4,2 (Männchen) cm. Die Art hat einen gestreckten, spindelförmigen Körper, eine geteilte Rückenflosse, relativ hoch an den Seiten angesetzte Brustflossen, einen dünnen silbrigen mittleren Längsstreifen und ist ohne Seitenlinie. Von den sehr ähnlich aussehenden Fischen Craterocephalus centralis aus dem mittleren Australien und dem westaustralischen Craterocephalus cuneiceps unterscheidet sich Craterocephalus laisapi vor allem durch die langen Kiemenreusenstrahlen, besonders die oberen sind auffallend lang, während die Kiemenreusenstrahlen anderer im Süßwasser lebender Hartköpfchen kurz und kaum wahrnehmbar sind.